# Echinoleucopis bennetti
Echinoleucopis bennetti är en tvåvingeart som beskrevs av Stephen D. Gaimari och Tanasijtshuk 2001. Echinoleucopis bennetti ingår i släktet Echinoleucopis och familjen markflugor. Inga underarter finns listade i Catalogue of Life.